# Thunbergia stenochlamys
Thunbergia stenochlamys är en akantusväxtart som beskrevs av Cornelis Eliza Bertus Bremekamp. Thunbergia stenochlamys ingår i släktet thunbergior, och familjen akantusväxter. Inga underarter finns listade i Catalogue of Life.